# رسوایی آلایندگی خودروهای فولکس‌واگن
در سپتامبر ۲۰۱۵ گروه فولکس‌واگن یک شرکت چندملیتی آلمانی خودروسازی به جرم تقلب در آزمون تشخیص‌دهنده آلاینده‌های بیش از ۱۱ میلیون دستگاه فولکس‌واگن و آئودی که در طول سال‌های ۲۰۰۹ تا ۲۰۱۵ فروخته‌شده بودند به‌دام افتاد. این جعل اسناد باعث شد که همه خودروهای این شرکت استانداردها و تست‌های آژانس حفاظت محیط زیست ایالات متحده آمریکا را در حالی سپری کند که ۴۰ بار بیشتر از محدودیت‌های قانونی نیتروژن اکسید وارد محیط‌زیست می‌کردند. این شرکت به‌خاطر این رسوایی عذرخواهی کرد و استعفای مدیر ارشد اجرایی این شرکت مارتین وینترکورن را در تاریخ ۲۳ سپتامبر ۲۰۱۵ درپی داشت.

## عواقب
- ایالات متحده: سازمان حفاظت محیط زیست اعلام کرد که اگر این اتهامات ثابت شوند، گروه فولکس واگن برای هر وسیله نقلیه حدود ۳۷,۵۰۰ دلار آمریکا (حدود ۱۸ میلیارد دلار آمریکا در مجموع) روبرو خواهد شد. VW خرید و فروش اتومبیلهای TDI را در ایالات متحده در ۲۰ سپتامبر، ۲۰۱۵. به حالت تعلیق درآورد.[۳] علاوه بر این جریمه، ممکن است بخش محیط زیست و منابع طبیعی وزارت دادگستری ایالات متحده آمریکا یک پروب جنایی علیه فولکس واگن انجام دهد.[۴][۵]
- کانادا: محیط زیست کانادا اعلام کرده‌است که خودروهای فولکس واگن در کانادا را برای تست‌های مشابه ارزیابی و بررسی خواهند کرد.[۶]
- کره جنوبی: مقامات در کره جنوبی تحقیقات خود را برای کنترل آلودگی اتومبیل‌های تولید شده توسط فولکس واگن و دیگر  تولیدکنندگان اروپایی خودرو را شروع کردند. پارک پان کیو، معاون مدیر در وزارت محیط زیست کره جنوبی گفت: «اگر مقامات کره جنوبی مشکلات در خودروهای دیزلی VW پیدا کنند، می‌تواند منجر به منع وارد کردن هرگونه خودروی دیزلی آلمانی به کشور شود.»[۷]
- سوئیس: دفترهای فدرال کشور سوئیس در حال بررسی هستند که آیا خودروهای دیزلی فولکس واگن مشابه به آنهایی که در ایالات متحده آمریکا فروخته شده‌اند نیز در سوئیس فروخته شده‌است یا خیر.
- اتحادیه اروپا: سازمان‌های نظارتی دولت و محققان دادرسی در فرانسه، ایتالیا، آلمان، اسپانیا، هلند، و جمهوری چک کار خود را برای بررسی بیشتر در مورد خودروهای این شرکت آغاز کرده‌اند. چند کشور درخواست یک تحقیق گسترده در سراسر اروپا شده‌اند.[۸][۹][۱۰]